# Walburgskirchen
Walburgskirchen ist ein Gemeindeteil des Marktes Tann im niederbayerischen Landkreis Rottal-Inn.

## Lage
Das Pfarrdorf Walburgskirchen liegt etwa sechs Kilometer nördlich von Tann an der Staatsstraße 2090 im Tal des Grasenseer Baches. Der Ort entwickelte sich bandartig mit Drei- und Vierseithöfen entlang der Straße. An den Hanglagen liegen einzelne Anwesen.

## Geschichte
Sancto Wolprantzkirchen (Amt Rabenham, 13. Jahrhundert), Walpurkchirchen (Urbar Julbach, 1435), Waltperkirchen (1482) bzw. Wallperskirchen (1532) war im Herzogtum und später Kurfürstentum Bayern eine Obmannschaft im Amt Pfarrkirchen des landesherrlichen Gerichtes Reichenberg-Pfarrkirchen.
Die Ruralgemeinde Walburgskirchen wurde 1818 mit dem zweiten Gemeindeedikt geschaffen. Sie kam im Zuge der Gebietsreform in Bayern am 1. Januar 1972 zum Markt Tann. Am südlichen Ortsrand entstand ein Neubaugebiet.
In kirchlicher Hinsicht war Walburgskirchen ursprüngliche Filiale von Pfarrkirchen und wurde 1519 Benefizium, 1677 Expositur, 1691 Vikariat und 1899 Pfarrei. 1989 zählte sie 820 Katholiken.

## Sehenswürdigkeiten
Die spätgotische Pfarrkirche St. Walburga entstand um 1500, der Turm stammt aus dem 13./14. Jahrhundert. 1882 wurde die Kirche vergrößert. Der Backsteinbau hat ein Parallelrippengewölbe und ist modern ausgestattet.

## Bildung und Erziehung
In Walburgskirchen gibt es einen gemeindlichen Kindergarten und eine Grundschule.

## Vereine
- Die Freiwillige Feuerwehr Walburgskirchen besteht seit 1884.
- Steinbachschützen Walburgskirchen
- Theatergruppe Walburgskirchen
- TUS Walburgskirchen